# NSB Skb 209
Der Schienentraktor der Baureihe Skb 209 wurde ab 1943 von Norges Statsbaner (deutsch Norwegische Staatsbahnen) in Norwegen eingesetzt. Die Lokomotive wurde für kleinere Transportaufgaben und zum Rangieren auf Anschlussbahnen und in den Bahnhöfen verwendet.

## Geschichte
Levahn Mek. Verksted in Oslo baute 1943 die Lok als Einzelstück. Sie war bei der Ablieferung mit einem Benzinmotor ausgestattet und hatte ein großes, außen blechverkleidetes Führerhaus. Das Innere des Führerhauses bestand aus Holzbrettern.

## NSB Skd 209
Die Lok wurde 1968 mit einem Dieselmotor ausgerüstet. Damit änderte sich die Baureihenbezeichnung in Skd.

## Einsatz und Verbleib
In den letzten Betriebsjahren war die Lok im Bahnhof Alnabru skiftestasjon zu finden, nach der Ausmusterung am 22. Februar 1971 wurde sie in Grefsen abgestellt und im Jahre 2000 verschrottet.